# プアホワイト
プアホワイト（英：poor white）は、アメリカ合衆国諸州の白人の低所得者層に対する蔑称で、特に、ウィリアム・フォークナーやアースキン・コールドウェルの作品に描かれるような、米国南部地域の貧困層の白人について言われることが多い。この蔑称は白人の中でも社会的階層の低いこと、また生活水準が低いことを示している。アメリカ英語ではホワイト・トラッシュ (White Trash、和訳:ゴミ白人) とも言われるが、ホワイトトラッシュという用語は、社会秩序から逸脱して生きており、犯罪的で予測不能、そして政治的、法的、道徳的を問わず権威に従わないとみなされる人々に対して用いられてきた。この用語は普通は人種差別的な蔑称として使われるが、労働者階級の白人が自己の出自や生活ぶりを冗談ぽく卑下して用いる場合もある。

## アメリカ合衆国
アメリカでの一般的な使われ方として、「ホワイト・トラッシュ」は意味的に「クラッカー(cracker)」（ジョージア州、フロリダ州）、「ヒルビリー(hillbilly)」（アパラチア）、「オキー(Okie)」(オクラホマ州)、「レッドネック」と重なる部分もある。これらの主な違いは、「レッドネック」、「クラッカー」、「オキー」、「ヒルビリー」は、その人が貧乏で学もなく、現代社会についてほとんど知らない田舎者であるという点を強調しているのに対して、「ホワイト・トラッシュ」はその人の道徳的な欠点を強調している事である。

## 南アフリカ共和国
南アフリカ共和国では、近年プアホワイトと呼ばれる白人の貧困層が増加している。2009年、白人人口447万人の約10パーセントにあたる約40万人が貧困層となっている。一方で、白人は1940年頃には全人口の約20パーセントを占めていたとされるが、1994年には13.6パーセント、2009年には9.1パーセントにまで低下した。アパルトヘイトの廃止以降、逆差別や失業、犯罪などから逃れるために、国外への流出が続いており、1995年以来、国外に移民した白人はおよそ80万人に及ぶ。